# Hadena variegata
Hadena variegata är en fjärilsart som beskrevs av Wagner 1929. Hadena variegata ingår i släktet Hadena och familjen nattflyn. Inga underarter finns listade i Catalogue of Life.